# Centre-ville
Ne doit pas être confondu avec Ville-centre.

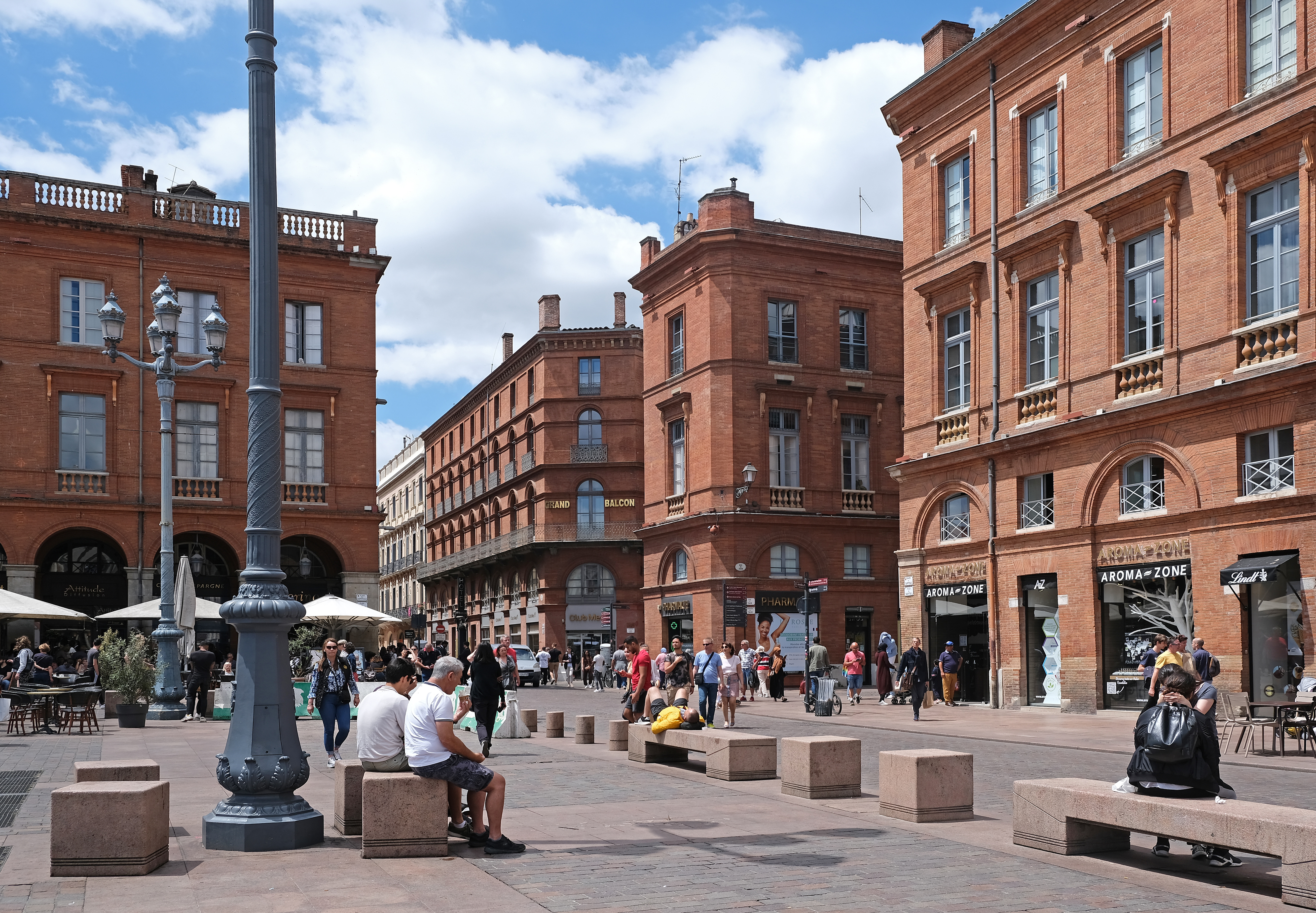
Le centre-ville de Toulouse place du Capitole

Le centre-ville est le quartier le plus central et le plus animé d'une ville. Il est également appelé hypercentre dans le cas des grandes agglomérations. Souvent assimilé au centre historique, il concentre la plupart des activités culturelles, commerciales, politiques (au sens de la polis grecque) et administratives : on y trouve aussi bien des petits commerces de détail et des Grands magasins, les principaux lieux de culte, des musées, des salles de spectacles, des services publics, des infrastructures de transports comme les gares ferroviaires et routières ou les stations de correspondance de transports en commun.
La structure urbanistique d'un centre-ville se caractérise notamment par un habitat dense quadrillé de voies urbaines (rue, avenue, boulevard, etc.), et agrémenté de places ou d'esplanades.

## Évolution dans le temps

### Antiquité

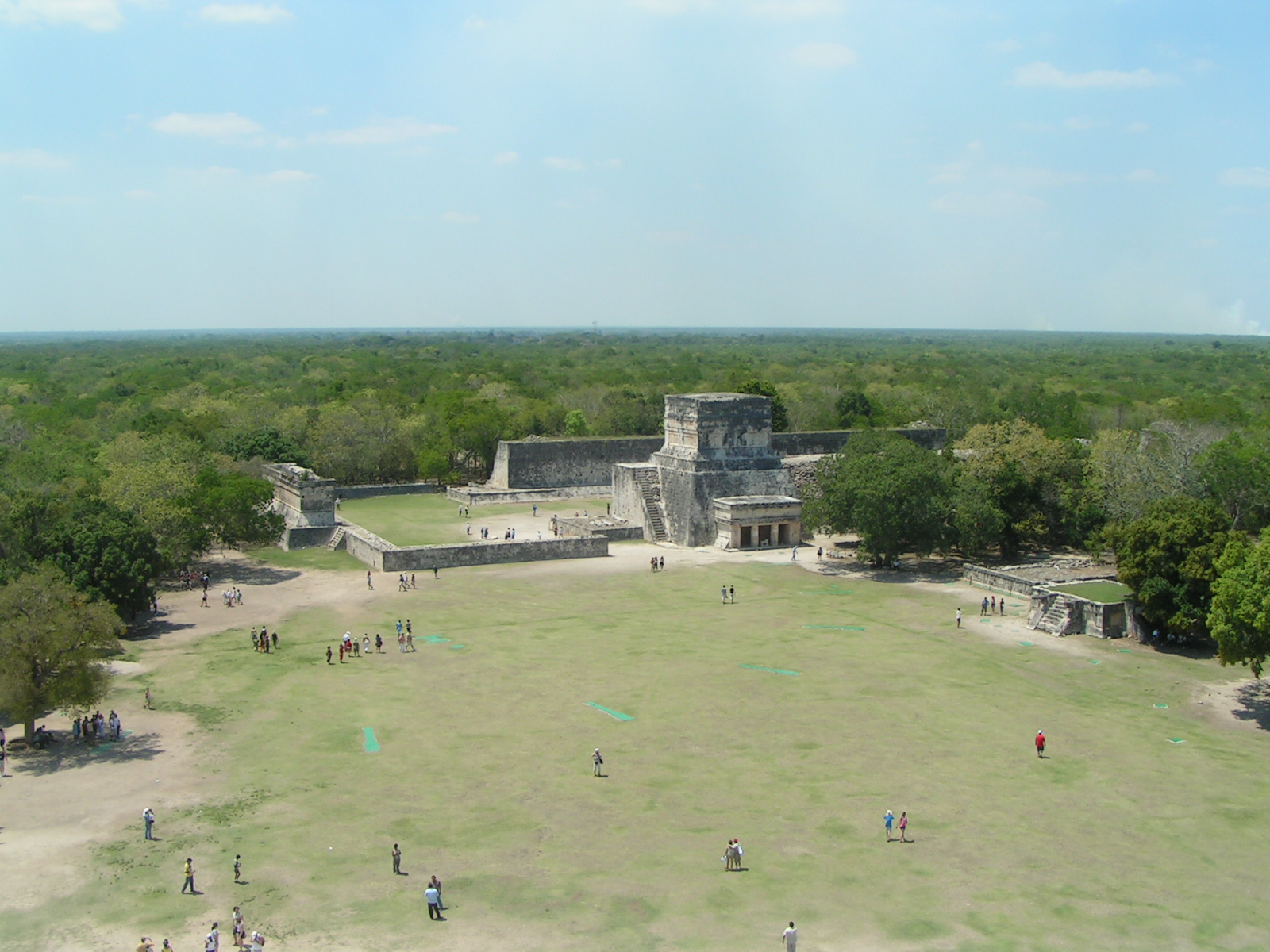
Pyramide maya El Castillo sur le site de Chichén Itzá.

Comme les défenses étaient généralement de toute première importance, la ville antique était souvent située sur des hauteurs. Le centre-ville était un groupe d’habitations protégées par une enceinte assurant principalement la protection, mais aussi une concentration idéale pour la religion à en juger par le nombre et la taille des temples qu’ont découverts les archéologues. La ville de Babylone, avec sa grande tour religieuse, est un bon exemple. Vivant dans la peur d'être attaquée et réduite à l'esclavage, la population fermait les portes de la ville la nuit en cas de danger. À l’extérieur et au-delà des murailles s’étendaient les champs, les terrains de pâture qui n’étaient pas défendus pendant les attaques.
Les citadins vivaient souvent de l’agriculture et de l’élevage ; ils travaillaient donc à l'extérieur de la ville mais habitaient souvent à l’intérieur de la ville plutôt que sur leur exploitation. Les villes servaient de dépôts de marchandises, de centres d’activité commerciale et de marchés de distribution, à l'instar des villes Tyr et Sidon. Durant la domination de l'Empire romain, certains centres-villes naissent par la présence de forts militaires, comme Wiesbaden en Allemagne, Vienne en Autriche. Après la construction des camps militaires vient généralement celle de cathédrales ou d'autres bâtiments religieux puis des bâtiments destinés à l'enseignement général.

### Moyen Âge

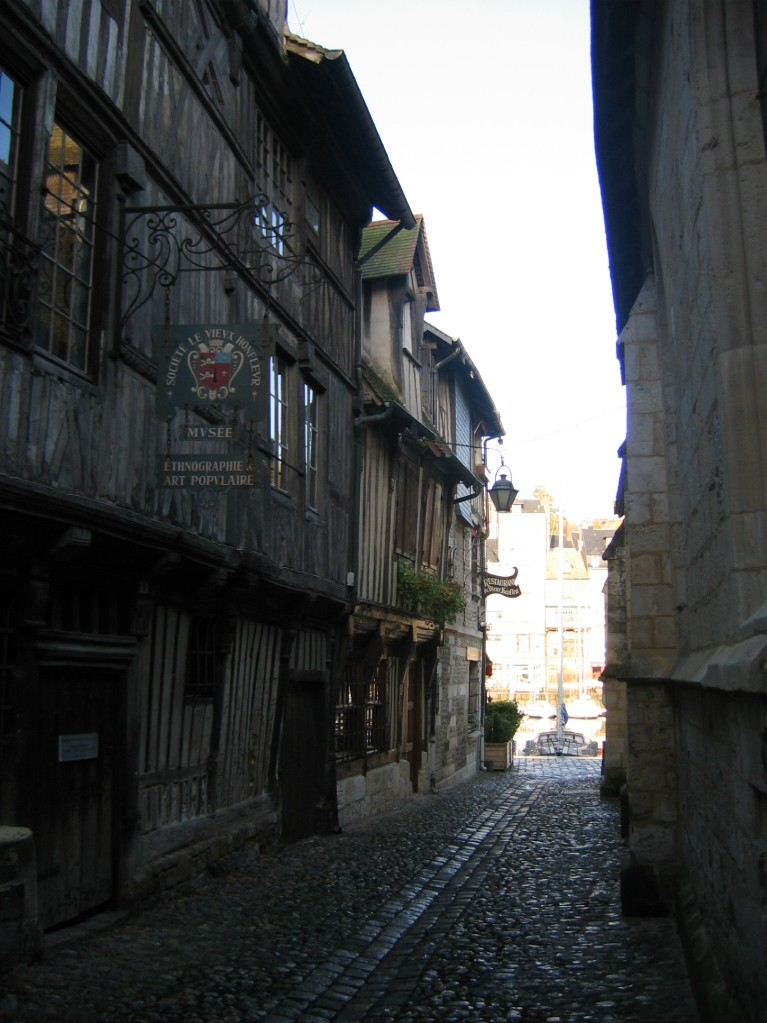
Une rue d'aspect médiéval à Honfleur en Normandie.

La vocation militaire de la ville décline au profit du château-fort mais elle-même s'enferme toujours derrière des murailles avec des douves ; les territoires sont divisés en nombreux royaumes. Les premiers châteaux forts en pierre apparaissent à la fin du Xe siècle. Un grand nombre de villes médiévales sont entourées de remparts (Paris, Rouen, Carcassonne) en raison de l'insécurité majeure qui règne. La ville redevient le lieu du pouvoir et les capitales se développent ; elle connaît l'émergence d'une nouvelle couche sociale : la bourgeoisie. Les bourgeois, écartés du pouvoir, souhaitent s’impliquer dans la vie politique et obtiennent en 1214 le droit de créer un conseil avant de prendre le pouvoir en 1262. Le commerce connaît la création de la Hanse, association professionnelle de marchands, qui devient une union politique.
Les conditions sociales sont différentes. Le serf est un homme dépendant d'un seigneur ; aux niveaux supérieurs de la hiérarchie sociale, les relations entre les hommes libres sont caractérisées par les liens de vassalité : le vassal doit aide et conseil à l'homme auquel il a prêté serment de fidélité. De tels liens impliquent un certain nombre de devoirs, au nombre desquels le service militaire. Ces liens de dépendances ont pour conséquence principale une forte hiérarchisation sociale, le centre intellectuel de la féodalité se situe essentiellement dans les abbayes et les monastères où se développe l'art architectural.

### Époque moderne

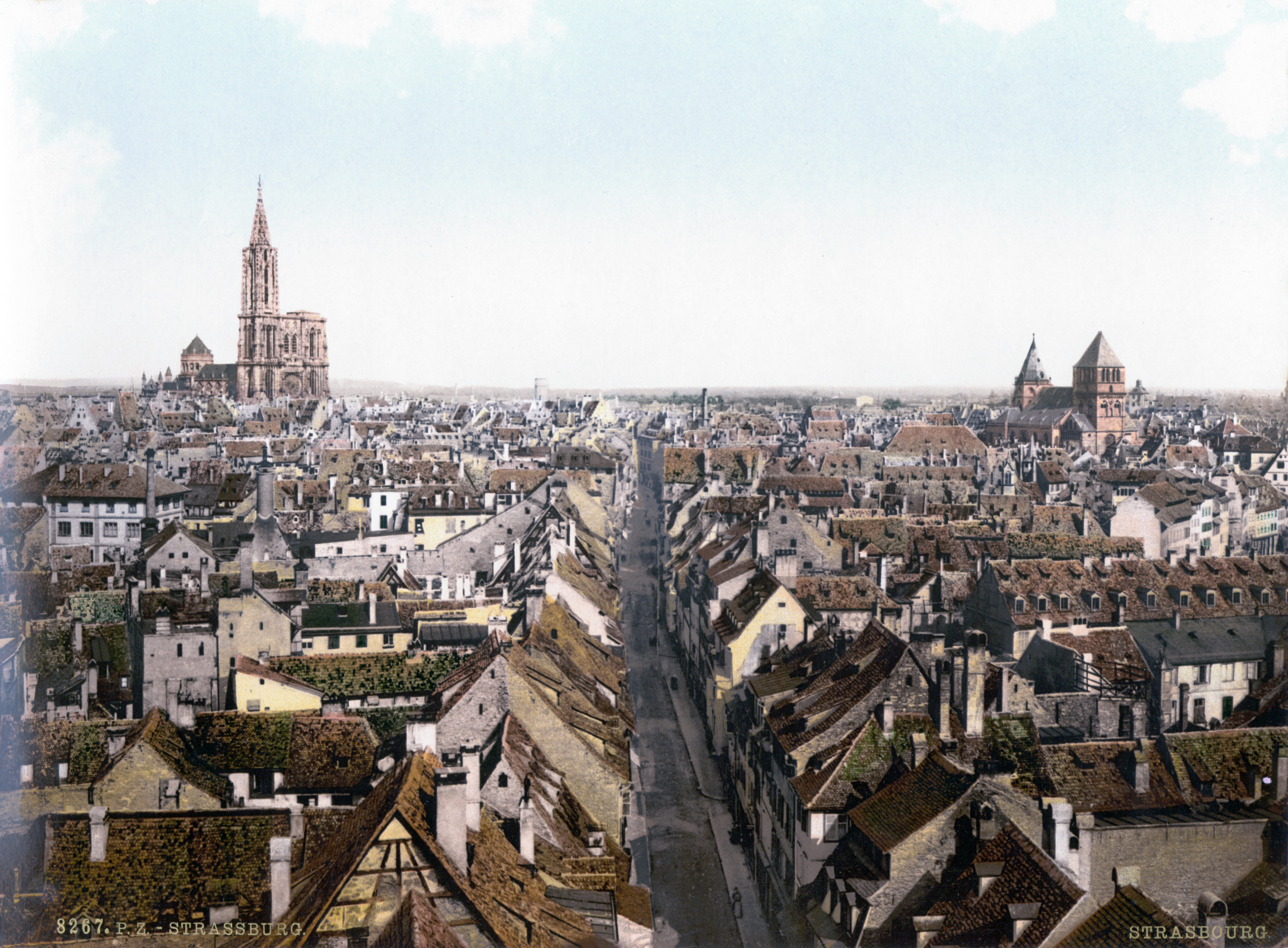
Strasbourg vers 1900.

La Révolution française détruit les droits seigneuriaux et féodaux. L'industrialisation et la concentration ouvrière créent une pauvreté durable et massive des ouvriers, qui ne peuvent évoluer.
Les agriculteurs et l'industrie se trouvent en situation de surproduction. Le chômage augmente, une des causes de l'accélération de l'exode rural vers les grandes villes, où les chômeurs espèrent trouver du travail.

### Époque contemporaine
Les changements économiques ont amené des couches sociales urbaines prospères à vouloir participer au pouvoir. Toutefois, un prolétariat ouvrier qui est, fait nouveau, urbain se développe à côté d'elles. Les progrès techniques nourrissent les conflits et s'accélèrent avec eux, ce qui retire le côté protecteur de la ville. En effet, les forces militaires sont telles qu'une protection physique devient dérisoire ; la politique est vue comme une solution pour la protection. Certaines villes ouvrières n'ont ainsi pas de centre-ville: Lens, Le Creusot. Les débats politiques ne se font plus dans les rues. En France, l'exode rural s'est grosso modo terminé en 1975. Depuis cette date, le solde migratoire campagne/ville s'est stabilisé, voire depuis le début des années 1990 s'est inversé aux alentours des grandes régions urbanisées. On parle maintenant de rurbanisation : les citadins s'installent à la campagne tout en gardant un mode de vie urbain, un travail en ville. Ce phénomène produit un « mitage » du paysage par un bâti parsemé, ou au mieux réparti en lotissements. Cela créé une modification des paysages et des conflits entre les activités agricoles et les rurbains.

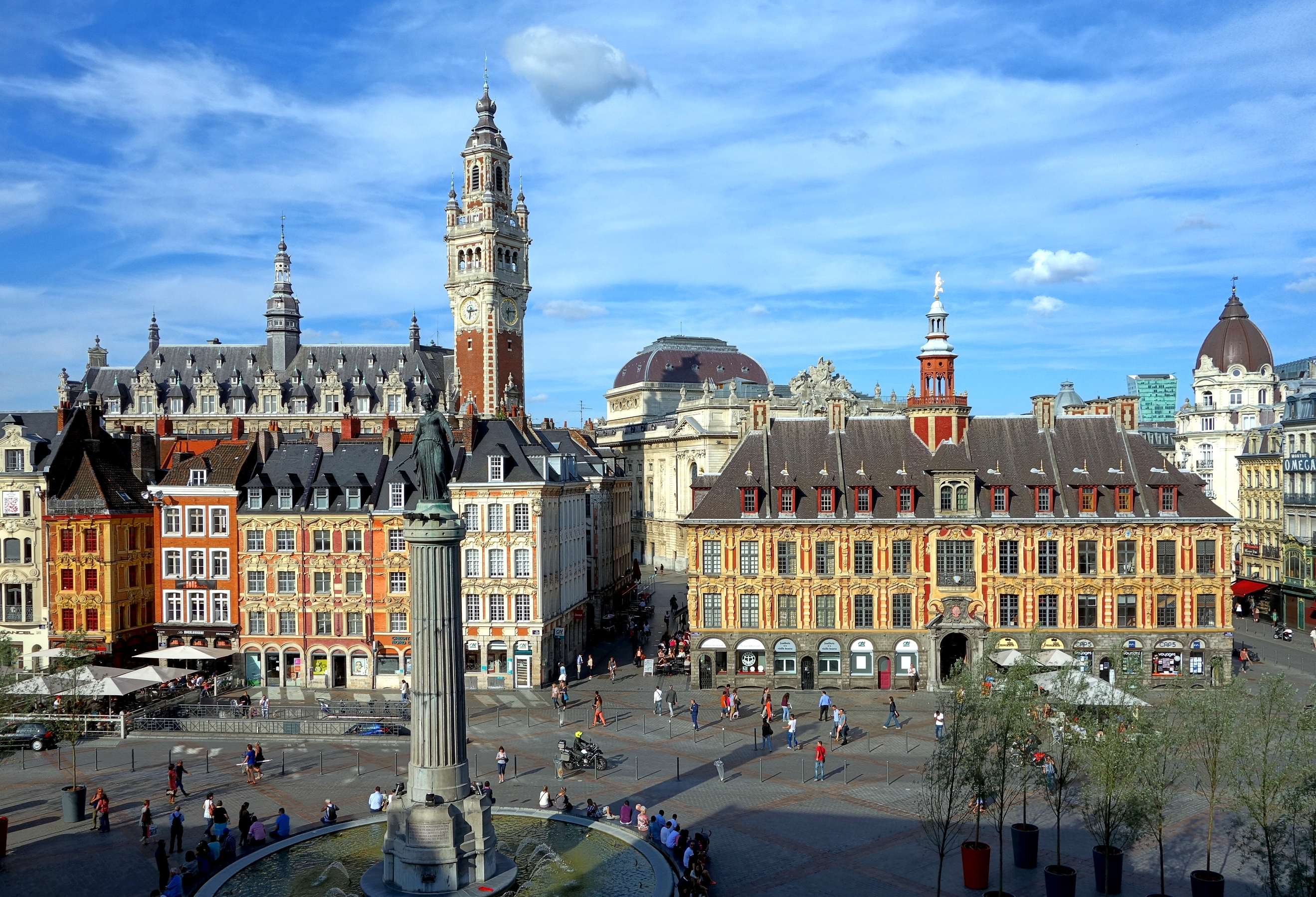
Centre-ville de Lille.
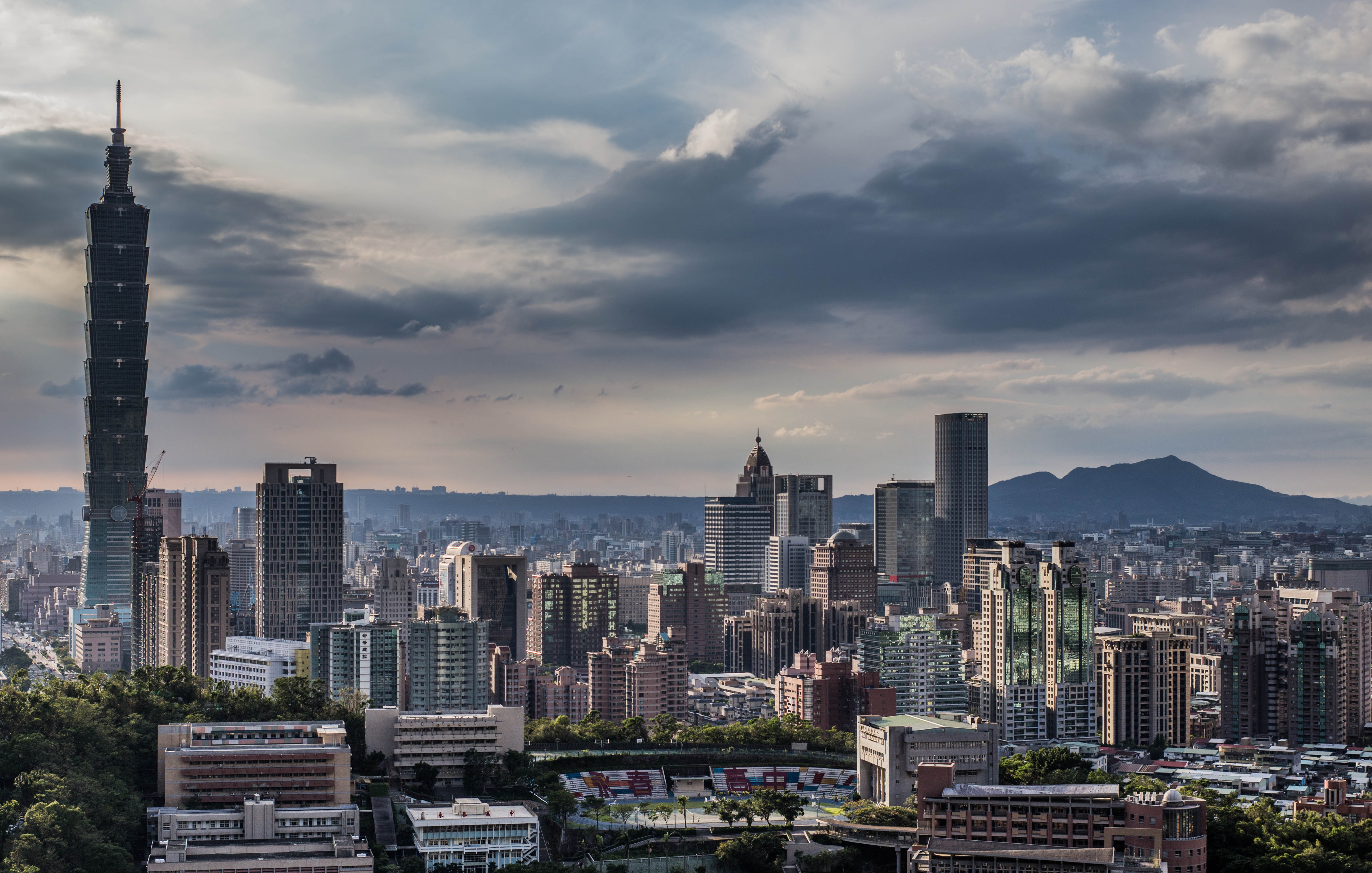
Centre-ville de Taïpei, Taïwan.
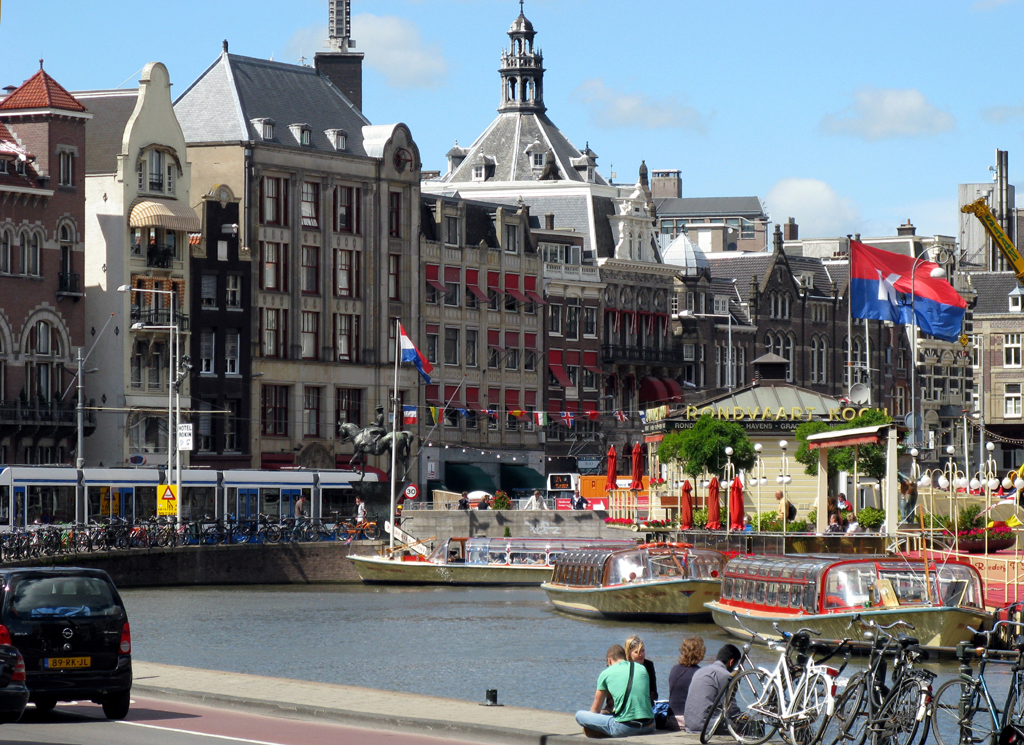
Centre-ville d'Amsterdam.

## Tendances

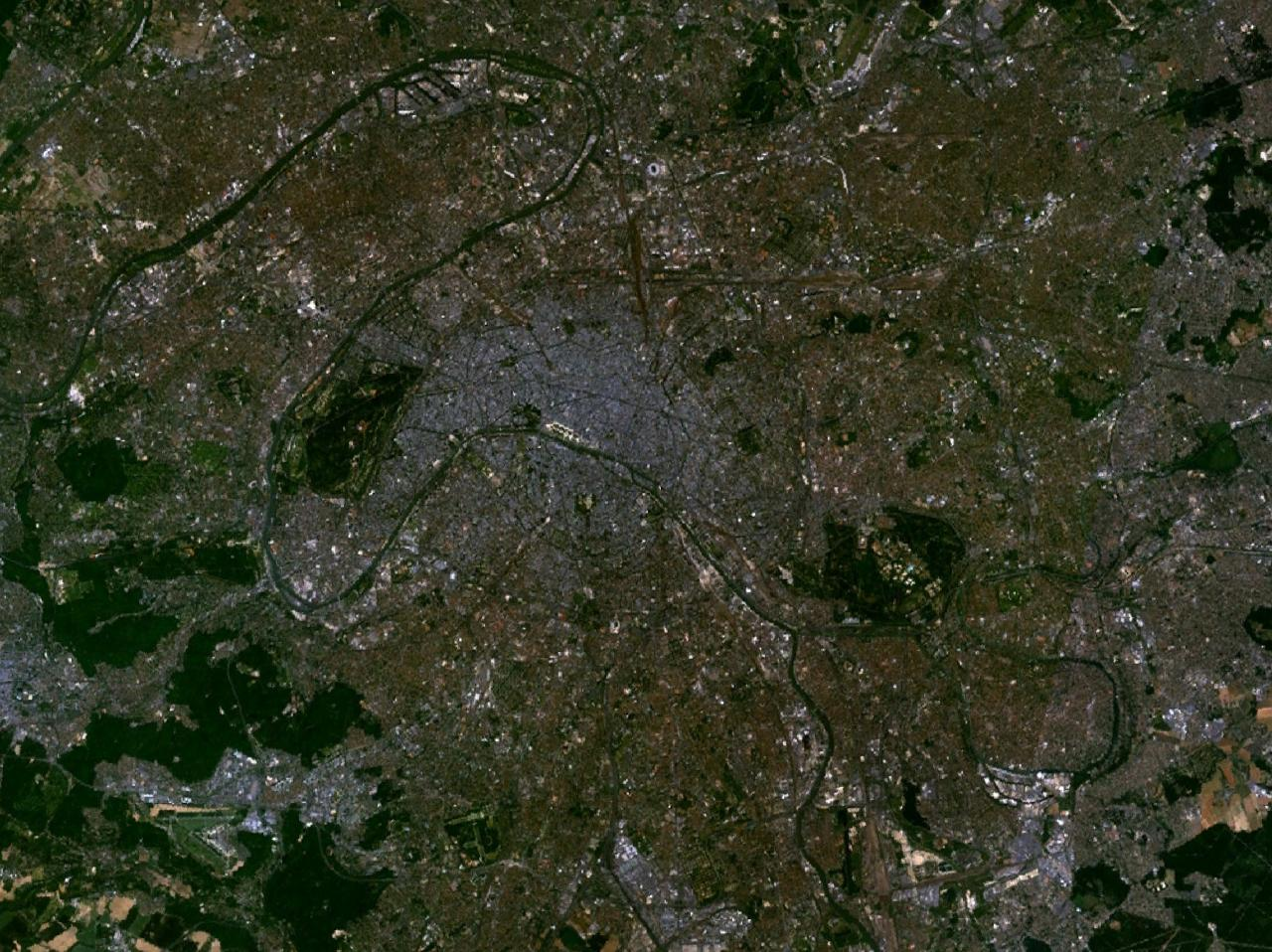
Paris et son agglomération vues par satellite.

Les villes se voient confrontées à un grand nombre de problèmes contemporains, qui conduisent parfois à une dévitalisation des centres. La circulation ainsi que le stationnement sont problématiques. Les banlieues voient l'avènement de centres commerciaux et zones d'activité diverses qui conduit à la formation de edge cities (ville-lisière). Le développement économique, les mutations sociales successives, l'augmentation de la population urbaine et l'engorgement des réseaux de transport conjugué à l'étalement urbain poussent à une plus grande sectorisation de la ville. La ville perd progressivement son caractère centralisé. Les transports publics permettent à la population de se déplacer facilement et rapidement. Une autre motivation importante conduisant à l'étalement urbain dans la banlieue est le choix d'un cadre de vie qui paraisse plus agréable à l'individu urbain lui offrant des surfaces habitables plus importantes à coûts plus bas et dans un bâti moins dense, et souvent plus moderne. Les habitants ont donc tendance à s'éloigner des centres-villes, voire à s'installer en périphérie (phénomène de périurbanisation).      
Olivier Razemon, dans son ouvrage Comment la France a tué ses villes ?, revient sur les causes et les conséquences du déclin urbain. Il analyse notamment les effets spatiaux de ces dynamiques. L'image la plus saisissante du déclin urbain et de la dévitalisation des centres est celle des vitrines vides. Partant de ce constat, il remonte les différentes causes : désindustrialisation, périurbanisation, rupture des liens avec les pôles de centralité. Il constate notamment l'effet important des zones commerciales apparues en périphérie des villes qui tendent à "recréer la ville en dehors de la ville". Ces projets immobiliers de grande envergure sont des points importants pour le bilan d'un maire à court terme : création d'emploi, offre commerciale étoffée. Cependant, à long terme les problèmes s'accumulent : baisse des offres commerciales en centre-ville, manque d'attractivité, augmentation de l'utilisation de la voiture. Razemon cristallise le problème autour de la voiture individuelle, les villes devenues inaccessible aux voitures, les points d'activités se sont développés en périphérie. Toutefois, la solution n'est pas pour autant de rendre le centre-ville plus accessible à la voiture (pollution, manque de place) mais bien d'offrir une réelle offre de transport en commun pour les populations en périphérie. Repenser la ville pour en (re)faire un lieu d'échange.
Le commerce électronique constitue une autre menace pour l'activité commerciale des centres-villes, mais son impact est encore difficile à estimer ; il ne représente plus que 10 % des achats effectués[réf. nécessaire]. Un renouvellement des stratégies de marketing est aujourd'hui en cours afin de combler ce fossé qui sépare les sites de vente en ligne des boutiques physiquement situées dans les centres-villes. En effet, les réticences des clients à commander certains articles en ligne participent au maintien des commerces de centre-ville. On remarque alors des tentatives d'adapter les stratégies de marketing et de publicité du commerce en ligne, particulièrement efficaces grâce à l'activité des cookies, aux commerces de centre-ville, en reproduisant l'action des cookies en offline. Les points d'accès Wi-Fi offerts par les boutiques permettent par exemple aujourd'hui de tracer l'activité des consommateurs et ainsi de personnaliser les publicités qui leur sont proposées[source insuffisante].
Début 2024, des élus, chercheurs et acteurs économiques ont collectivement créé un Observatoire européen du centre-ville, au Parlement de Strasbourg. Présidé par Jean-Philippe Dugoin-Clément, il complète les 6 observatoires déjà existants (la gestion de centre-ville et ses outils ; l'environnement et la vie urbaine ; la diversité commerciale, artisanale et les marchés ; la logistique et la livraison du dernier kilomètre ; la culture et l'animation ; l'aménagement et la mobilité dans le centre-ville) vise à recenser et diffuser les bonnes pratiques pour renforcer l'attractivité des centres-villes.

### Revitalisation des centres-villes
Pour pallier ces problèmes contemporains de « vacance commerciale » (disparition des commerces de proximité) et restaurer l'attractivité de certains centres-villes, de nombreux pays ont vu fleurir des politiques publiques de revitalisation des centres-villes. 
En France, un programme « Action cœur de ville » est l'une des premières réponses des politiques publiques à ces problèmes. Le ministre de la Cohésion des territoires, Jacques Mézard, présente le programme en mars 2018 : « J'ai la conviction que les villes moyennes sont un vecteur essentiel de développement de nos territoires. Elles concentrent 23 % de la population française et 26 % de l'emploi. Leur vitalité est indispensable car elle profite à l'ensemble de leur bassin de vie, et plus largement aux territoires urbains et périurbains environnants. Le cœur de ville, dans toute la diversité du tissu urbain français, est le creuset où se noue à la fois la vie civique, la vie économique, la vie sociale. Comme cela est fait dans le domaine de la politique de la ville avec le doublement du financement de 5 à 10 milliards d'euros, une action forte était indispensable pour les villes moyennes et leurs intercommunalités. » Le programme repose sur cinq axes structurants : la réhabilitation et la restructuration de l'habitat en ville ; favoriser un développement économique et commercial équilibré ; développer l'accessibilité, la mobilité et les connexions ; la mise en valeur les formes urbaines, de l'espace public et du patrimoine ; fournir l'accès aux équipements et services publics. Sa mise en place se fait au travers de cinq milliards d'euros sur cinq ans financés par la Caisse des dépôts et consignations, Action Logement et l'Agence nationale de l'habitat (ANAH) au travers de subventions et de prêts concédés à une soixantaine de villes chaque année.
Ce programme apparaît déjà pour certains comme une réponse trop limitée face aux problèmes rencontrés par les élus locaux et les habitants : un ciblage trop limité qui exclut de nombreuses villes, des financements déjà existants simplement recyclés sans mesures et outils concrets donnés aux villes. Rémy Pointereau, sénateur (LR) et co-président du groupe de travail sénatorial sur la revitalisation des centres-villes et des centres-bourgs, juge que « le plan d'action n'est pas forcément à la mesure du problème : il ne prévoit pas de crédits nouveaux, pas de mesure structurelle sérieuse sur la fiscalité, les implantations commerciales. Par ailleurs la localisation des opérations de revitalisation du territoire est décidée par le gouvernement, ce qui constitue une forme de recentralisation. On aurait préféré un appel à projet avec une commission d'attribution ».
Des zones de revitalisation des centres-villes (ZRCV) ont été créées, définies par la loi : ce sont des zones où les commerces et les services sont en difficulté. Elles peuvent bénéficier (outre d'aides à la requalification de copropriétés dégradées (ORCOD) et de projets de rénovation urbaine (PRU) ouvertes à toutes les communes), de mesures fiscales et sociales encourageant des entreprises à s'y installer ou à se maintenir. Les ZRCV peuvent être accompagnées par des contrats de revitalisation artisanale et commerciale (CRAC) ou des opérations de revitalisation du territoire (ORT) qui sont deux types de contrats signés entre l'État, les collectivités locales et les acteurs économiques, visant à co-définir une stratégie de redynamisation d'un centre-ville. En 2024, les ZRCV sont encore peu connues et peu utilisées (on en compte 1 300).

## La ville vue par des auteurs
- « Car il y a dans les villes deux fonctions, l'une primaire d'habitation, l'autre secondaire de circulation et on voit aujourd'hui partout l'habitation méprisée, sacrifiée à la circulation, de telle sorte que nos villes, privées d'arbres, de fontaines, de marchés, de berges, pour être de plus en plus « circulables », deviennent de moins en moins habitables. », Des clés et des serrures, Michel Tournier
- « D'un autre côté, pour s'orienter dans Londres, si l'on ne connaît pas cette ville ne vaut-il pas mieux disposer d'un plan de Berlin que pas de plan du tout ? », Là pour ça, Alain Fleischer
- « La forme d’une ville change plus vite, hélas, que le cœur des mortels. », Charles Baudelaire